# Bukta Imre
Bukta Imre (Mezőszemere, 1952. július 20. –) Kossuth- és Munkácsy Mihály-díjas magyar képzőművész. 1993 és 2012 között a Magyar Művészeti Akadémia Képzőművészeti Tagozatának tagja, 2013-tól pedig levelező tagja.

## Életpályája
1970-ben Egerben érettségizett, és egyben szakmunkásvizsgát is tett. Autodidakta. Állami gazdaságban dolgozott, közben rajziskolákba járt. Mesterei voltak Kishonty Jenő, Pető János valamint Pataki János festőművészek. 1970–71-ben művésztelepet szervezett Bernáth(y) Sándorral Tiszafüreden, ezzel elkötelezte magát a művészetnek. 1971–1973 közt sorkatona volt, majd vállalati dekoratőr Egerben és Leninvárosban.
1975-ben visszatért szülőfalujába, és megteremtette a maga sajátos, úgynevezett mezőgazdasági művészetét. 1975- től 1990-ig tagja a Fiatal Képzőművészek Stúdiója Egyesületnek (1987-ben elnöke).

1977-ben a Tiszai Vegyi Kombinát művésztelepén műanyagokkal kísérletezett, itt ismerkedett meg a Vajda Lajos Stúdió művészeivel. Alkotói időszakában diplomázott Pécsett, majd habilitált a Moholy-Nagy Művészeti Egyetemen. 1978-as budapesti kiállítása ráirányította a figyelmet, ettől kezdve folyamatosan jelen van a hazai és a külföldi kiállításokon. Különféle művésztelepeken dolgozott, Zalaegerszegen (1979); Makón és Csongrádon (1979–1984); Dombóváron (1986-1988). 1986–1989 között résztvevője volt az Új Hölgyfutár Revue-nek, 1980–1994 között a Szentendrei Grafikai Műhely tagjaként működött. Műveiről, kiállításairól számtalan hazai illetve külföldi publikáció jelent meg. Jelenleg az egri Eszterházy Károly Főiskolán tanít a Vizuális Művészeti Tanszéken és alapítója a Mezőszemerei Civil Egyesületnek. A képzőművészről Nagy Miklós műgyűjtő és fotóművész készített képeket.

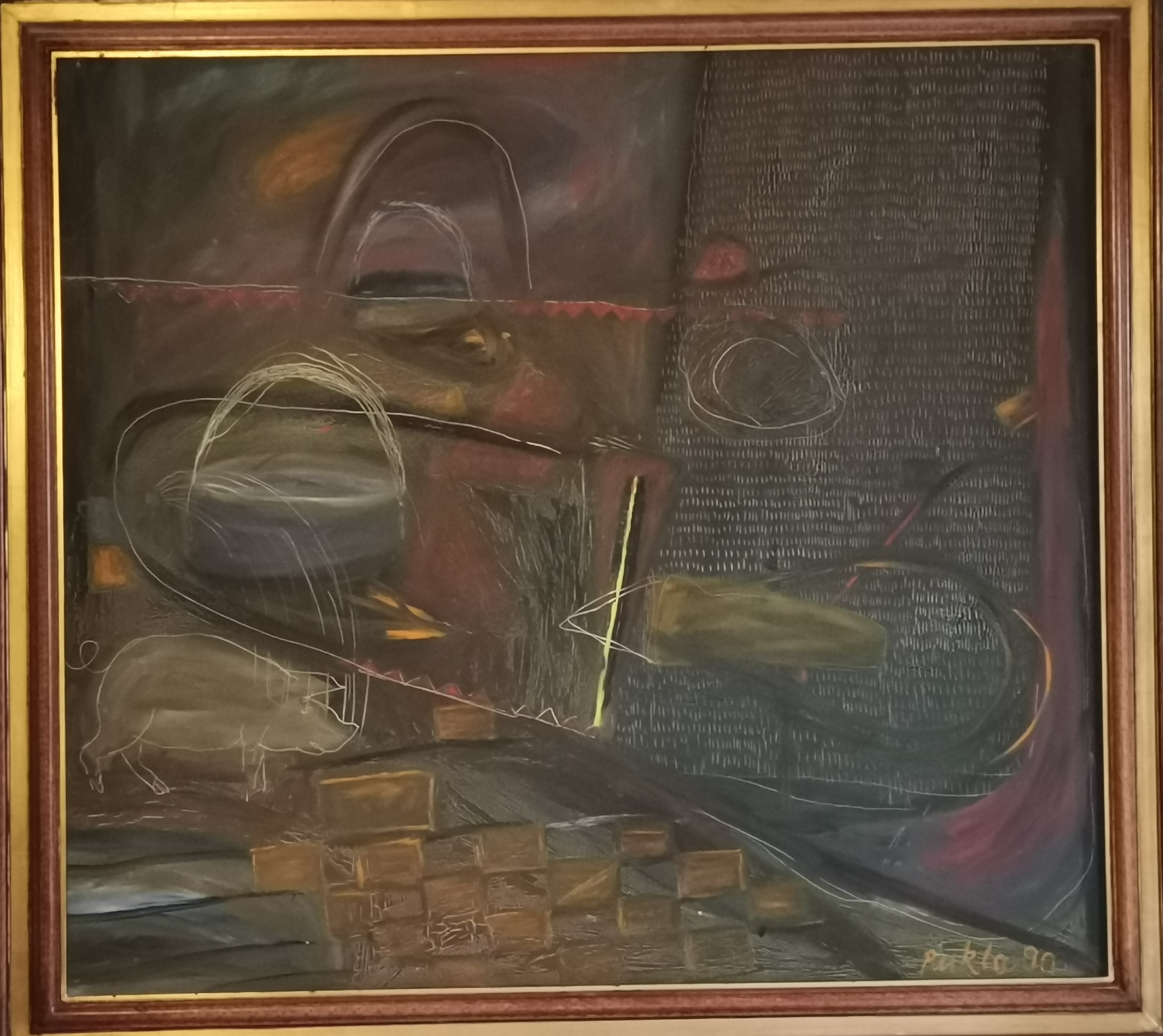

## Kiállításai (válogatás)

### Egyéni
| - 1978 Stúdió Galéria, Budapest - 1981 Helikon Galéria, Budapest - 1982 Experiment, Galerie der Künstlergruppe, Stuttgart, Németország (Samu Gézával) - 1984 Kecskeméti Galéria, Kecskemét - 1985 Ifjúsági Ház, Székesfehérvár - 1989 Lunds Kunsthall, Lund, Svédország - 1993 Pára, Szentendrei Képtár, Szentendre - 1993 Várfok Galéria, Budapest - 1993 Galerie der Stadt Wels, Wels, Ausztria - 1994 Ifjúsági Ház, Szeged • Gallery Miroslav Kraljevic, Zágráb, Horvátország - 1994 Házon kívül, Bartók 32 Galéria, Budapest - 1995 Közeli – Távoli, Várfok 14 Galéria, Budapest - 1996 International Cultural Centre Gallery, Krakkó, (Halász Károllyal) - 1996 Unreviewable Landscape, Kunstraum ARTAQUE, Karlsruhe • Bukta Imre Munkácsy-díjas képzőművész akadémiai bemutatkozó kiállítása - 1997 Új munkák, Várfok Galéria, Budapest - 1997 Elfogyott táj, Óbudai Társaskör Galéria, Budapest - 1998 Járás egy áldás nélküli térben, Budapesti Történeti Múzeum, Fővárosi Képtár / Kiscelli Múzeum, Budapest | - 1999 Pelikán Galéria, Székesfehérvár • Várfok Galéria, Budapest - 2000 Sárospataki Képtár, Sárospatak • Rippl-Rónai Múzeum, Kaposvár - 2001 K. Bazovsky Ház, Budapest - 2002 Várfok Galéria, Budapest - 2003 Raiffeisen Galéria, Budapest - 2005 Fészek Galéria, Budapest - 2005 Kép a tájban, táj a képben, Godot Galéria, Budapest - 2006 Az ezredforduló után készült festmények, K-Petrys Galéria, Budapest - 2006 Cím nélkül, Hatvany Lajos Múzeum, Hatvan - 2007 Erzsi, Piri, Sári, Mariska, Rozális, Ella, Bella, Juci, Karolina, gyertek vacsorázni! Godot Galéria, Budapest - 2007-2008 Kibontott táj Modem, Debrecen - 2009 Kirándulás: Sükő (Hargita megye, Románia) Godot Galéria, Budapest - 2009 Kirándulás: Sükő (Hargita megye, Románia) Ericsson Galéria, Budapest - 2011 Bozar, Brüsszel; Nature Art, Bódvaszilas - 2012 Másik Magyarország, Műcsarnok, Budapest - 2023 Műveljük kertjeinket!, GODOT Kortárs Művészeti Intézet, Budapest |

### Csoportos
| - 1977–1988 Fiatal Művészek Stúdiója éves kiállításai - 1977–1980, 1987–1990 Vajda Lajos Stúdió Galéria kiállításai, Szentendre - 1996–1997 Marosvásárhelyi Műhely kiállításai, Szentendre - 1979 Határesetek, Iparművészeti Múzeum, Budapest - 1980 XXXIX. velencei biennálé, Velence - 1980 Biennale de Paris, Pompidou központ, Párizs - 1982 Egoland art, Többféle realizmus, Fészek Galéria, Budapest - 1983 Európai Grafikai Biennále Baden-Baden - 1985 Contemporary Visual Art in Hungary, Eighteen Artist, Third Eye Center, Glasgow - 1985 Nemzetközi Grafikai Biennále, Várna - 1985 101 Tárgy. Objektművészet Magyarországon, Óbudai Pincegaléria Galéria, Budapest - 1987 Mágikus művek, Budapest Galéria Lajos u., Budapest - 1987 Mit Herz in Höchst-Ungarn, Höchst Kulturpalais, Frankfurt am Main - 1987 Régi és új avantgarde (1967-1975). A huszadik század magyar művészete, Csók István Képtár, Székesfehérvár - 1988 Szaft, Ernst Múzeum, Budapest - 1988 XLIII. velencei biennále, Velence - 1989 Kék irón, Duna Galéria, Budapest - 1989 Más-Kép, Ernst Múzeum, Budapest - 1989 Az avantgárd vége 1975-1980. A huszadik század magyar művészete, Csók Képtár, Székesfehérvár - 1990 Ressource Kunst/Erőforrások, Műcsarnok, Budapest - 1990 Triumph/Lakhatatlan, Műcsarnok, Budapest - 1991 Unicornis, Vigadó Galéria, Budapest - 1991 Metafora '90, Pécsi Galéria, Pécs és Kennesaw (USA) - 1991 Oszcilláció, Műcsarnok Budapest és Komárno - 1991 Emblematikus művek, Budapest Galéria Lajos u., Budapest - 1991 Free World, Art Gallery of Ontario, Toronto - 1992 Kolombusz tojása, Műcsarnok, Palme Ház, Budapest | - 1992 30x30x30, Soros-fesztivál, Merlin Színház, Budapest - 1993 Polifónia, Über Grenzen, Galerie contact, Böblingen (D) - 1994 Természetesen, Ernst Múzeum, Budapest - 1994 80-as évek – Képzőművészet, Ernst Múzeum, Budapest - 1994 22. Bienal International de São Paulo (BR) - 1995 Helyzetkép/ Magyar szobrászat, Műcsarnok, Budapest - 1995 Longing and Belonging, Santa Fé, New Mexico (USA) - 1995 Szarajevótól Budapestig, Műcsarnok, Budapest - 1996 Szegmensek, Vigadó Galéria, Budapest - 1997 Schwere-los, Landesmuseum Linz és Ludwig Múzeum, Budapest - 1997 Sept sculpteurs hongrois contemporains, Château de Biron, Dordogne (FR) - 1999 Rondo, Ludwig Múzeum, Budapest - 1999 XLVIII. velencei biennále, Velence - 2001 Re-Conciliatons, Escape Commines, Párizs - 2001 Unkatin Nykytaidetta, Jyvaskala Art Muzeum, Jyväskylä, Finnország - 2002 Jövőkép, Ernst Múzeum, Budapest - 2002 Noé szövetsége, Zsidó Múzeum, Budapest - 2002 Szentendrei Vajda Lajos Stúdió Jubileumi Kiállítása, Műcsarnok, Budapest - 2002 Woof, Woof, Project Gallery, Dublin, Írország - 2003 Local Calls, Roda Sten, Göteborg, Svédország - 2003 Választások 2003, Képzőművészet kontra politika, Godot Galéria, Budapest - 2003 Hongarije aan Zee, RAM Galerie, Rotterdam, Hollandia - 2005 Áldozat – engesztelés, Zsidó Múzeum, Budapest - 2005 China Millennium Monument, Peking, Kína - 2005 Jövőkép, Magyar Művelődési Központ, Prága, Csehország - 2006 Túl korai még, vagy már túl késő, Vajda Lajos Stúdió Pinceműhely, Szentendre - 2006 Kód, MűvészetMalom, Szentendre - 2007 25 éves a Szmohay-díj, Szent István király múzeum, Székesfehérvár |

## Gyűjtemények alkotásaival (válogatás)
| - Albertina Bécs - Dobó István Múzeum Eger - Ferenczy Múzeum Szentendre - Fiatal Képzőművészek Stúdiója Egyesület Budapest - Fővárosi Képtár Budapest - Galerie Gaudens Pedit Lienz - Hatvany Lajos Múzeum Hatvan - István Király Múzeum Székesfehérvár - Janus Pannonius Múzeum Pécs - Ludwig-gyűjtemény Achen - Ludwig Múzeum Budapest - Magyar Nemzeti Galéria Budapest - Modern Művészeti Közalapítvány Dunaújváros - Neue Galerie der Stadt Linz - Paksi Képtár Paks - Raiffeisen Bank Budapest - Szombathelyi Képtár Szombathely - Alföldi Róbert Budapest - Antal–Lusztig-gyűjtemény Debrecen | - Balázs Csaba Budapest - dr. Doszpod József Budapest - Feuer András Budapest - Fehér László Budapest - Hunya Gábor Budapest - Jáky-gyűjtemény Budapest - Karvalits Ferenc Budapest - Kieselbach Tamás Budapest - Kozák Gábor Budapest - Lengyel András Sóskút - dr. Merics Imre Tormás - Offenbacher Ferenc Nyíregyháza - dr. Pogány Zsolt Budapest - Raum Attila Vecsés - Ronald Riz Bolzano - Somlói-Spengler gyűjtemény Budapest - Szentirmay István Budapest - Szép Péter Budapest - Szűcs Tamás Debrecen - Völgyi Miklós Budapest |

## Díjak, elismerések, ösztöndíjak
- FKS-díj (Fiatal Képzőművészek Stúdiója díj) (1978, 1986)
- Derkovits Gyula képzőművészeti ösztöndíj (1981)
- Smohay-díj (1987)
- Munkácsy Mihály-díj (1989)
- Érdemes művész (1997)
- Kiváló művész (2000)
- Palládium díj (2009)
- Prima díj (2016)
- Kossuth-díj (2023)

## Kapcsolódó információk
- Bán András–Novotny Tihamér: Bukta Imre; Új Művészet, Bp., 1998 (Új Művészet könyvek); 1998-ig komplett bibliográfiával
- Százados L.: „Csak egy kicsi szánkó. Csak egy kicsi havazás”, Balkon, 1998/11.
- Pataki G.: Innocence Lost (kat., XLVIII. velencei biennále)
- Bukta Imre album, A38 Kulturális Kiadó, 2006
- Bukta Imre–Kónya Réka–Strucz János–Szoboszlai Lilla–Valastyán Tamás (szerk): Bukta – A kibontott táj retrospektív kiállítás katalógusa, Modem, 2008